# Fanfare for the Common Man/Living Sin
Fanfare for the Common Man/Living Sin è l'edizione italiana del nono singolo del gruppo progressive rock inglese Emerson, Lake & Palmer – la cui edizione britannica ha, come lato B, il brano Brain Salad Surgery –, pubblicata dalla Ricordi - serie Manticore (catalogo MAN 5408) nel maggio 1977. 

## I brani

### Fanfare for the Common Man
Fanfare for the Common Man, estratto dall'album Works Volume 1, è l'arrangiamento rock dell'omonimo brano composto da Aaron Copland nel 1942; addirittura la versione contenuta sul singolo, al contrario di quella dell'album, presenta una durata più ridotta.

### Living Sin
Living Sin, presente sul lato B del disco, è il brano estratto dall'album Trilogy del 1972 e pubblicato anche come retro dei singoli From the Beginning e Hoedown, sempre dello stesso anno.

## Tracce

### Lato A
1. Fanfare for the Common Man – 2:55 (musica: Aaron Copland – arr.: Emerson, Lake & Palmer; edizioni musicali Boosey & Hawkes)

### Lato B
1. Living Sin (vocale) – 3:11 (Emerson-Lake-Palmer; edizioni musicali Manticore Music)

## Formazione
- Keith Emerson – tastiere
- Greg Lake – basso, voce[2]
- Carl Palmer – batteria, timpani[1]